# Gonomyia yapensis
Gonomyia yapensis là một loài ruồi trong họ Limoniidae. Chúng phân bố ở miền Australasia.